# Charles-François Delacroix
Charles-François Delacroix (15. dubna 1741 v Givry-en-Argonne - 26. října 1805 v Bordeaux) byl francouzský politik. Za během Francouzské revoluce se stal poslancem a poté ministrem vnějších vztahů (tj. zahraničních věcí), za Prvního císařství byl prefektem.

## Životopis
Charles-François Delacroix byl zpočátku Turgotovým tajemníkem v Limoges. Když byl Turgot jmenován generálním kontrolorem financí, Delacroix Stal se v roce 1774 finančním úředníkem.
Dne 3. září 1792 byl zvolen poslancem za departement Marne do Konventu. Hlasoval pro smrt Ludvíka XVI.
Po pádu Robespierra se spojil s thermidoriány a byl vyslán na misi do Ardenska.
V období Direktoria byl zvolen do Rady starších, 5. listopadu 1795 byl jmenován ministrem vnějších vztahů. Dne 16. července 1797 jej nahradil Charles Maurice Talleyrand. Poté do června 1798 působil jako velvyslanec v Batavské republice.
Sloužil nadále i císařství a 2. března 1800 byl jmenován prefektem Bouches-du-Rhône v Marseille. Zde se podílel na založení Lycée Thiers, v čemž mu pomáhal paleontolog Georges Cuvier.
O tři roky později, 23. dubna 1803, byl jmenován prefektem Gironde v Bordeaux, kde 4. listopadu 1805 zemřel, a kde odpočívá na hřbitově Chartreuse.